# Notropis orca
Notropis orca és una espècie extinta de peix de la família dels ciprínids i de l'ordre dels cipriniformes. de Nord-amèrica: des del Rio Grande fins a Nou Mèxic (Estats Units.
Els adults podien assolir els 9 cm de longitud.
Només se n'han recollit exemplars de manera irregular (tres vegades el 1939) en un recorregut de 60 km del mig del riu Grande entre Isleta i Bernardo. El 1953 es va extreure un únic exemplar del parc nacional de Big Bend National Park, que representava l'únic. El 1959, Trevino-Robinson va informar que n'hi havia molts al Rio Grande de Texas, aigües avall de la confluència amb riu Pecos. L'últim exemplar conegut es va registrar a Mèxic el 1975.